# Cromosoma 2
El cromosoma 2 és un dels 23 parells de cromosomes en humans. Les persones normalment presenten dues còpies d'aquest cromosoma. El cromosoma 2 és el segon més gran, presentant més de 237 milions de parells de bases i representant almenys un 8% de l'ADN total a les cèl·lules.
La identificació de gens a cada cromosoma és una àrea activa de la recerca genètica. Com que els investigadors utilitzen diferents aproximacions per a predir el nombre de gens a cada cromosoma, el nombre estimat de gens varia. El cromosoma 2 conté entre 1.300 i 1.800 gens.

## Evolució
S'accepta que el cromosoma 2 és el resultat de la fusió de dos cromosomes ancestrals. L'evidència d'això la trobem en la correspondència del cromosoma 2 amb dos cromosomes dels primats i la presència d'un centròmer i telòmers vestigials.

## Malalties associades

Cromosoma 2 humà.

Les següents malalties estan relacionades amb gens localitzats al cromosoma 2:
- Síndrome d'Alport
- Síndrome d'Alström
- Esclerosi amiotròfica lateral
- Esclerosi amiotròfica lateral, tipus 2
- Hipotiroidisme congènit
- Síndrome d'Ehlers-Danlos
- Síndrome d'Ehlers-Danlos, tipus clàssic
- Hemacromatosi
- Hemacromatosi, tipus 4
- Càncer colorectal no polipòs hereditari
- Esclerosi lateral primària juvenil
- Monosomia 2q37